# Franz von Braunschweig-Wolfenbüttel
Franz von Braunschweig-Wolfenbüttel (* 1492; † 25. November 1529 in Wolfenbüttel) war als Franz I. von 1508 bis 1529 Bischof von Minden.

## Leben
Franz war ein Sohn des Herzogs Heinrich I. von Braunschweig-Wolfenbüttel (1463–1514) aus dessen Ehe mit Katharina von Pommern (1465–1526), Tochter des Herzogs Erich II. von Pommern.
Franz wurde als 16-Jähriger zum Bischof von Minden gewählt und lebte seit 1511 auch in der Stadt. Durch seine Jugend, seine weniger strengen Sitten, die durch Gewalttaten, Alkoholexzesse, Schuldenmacherei und Buhlerei gekennzeichnet waren sowie durch Zwistigkeiten innerhalb des Hauses Braunschweig hatte Franz wenig Popularität, was durch entstandenen Kriegsschaden in der Stadt, hervorgerufen durch unglückliche politische Entscheidungen Franz’ noch vermehrt wurde. In der Hildesheimer Stiftsfehde stellte sich Franz auf die Seite des gegen den Hildesheimer Fürstbischof rebellierenden Adel.
Unter Franz erreichte die Reformation Stadt und Hochstift Minden, der durch Franz’ Schwächen erheblich Vorschub geleistet worden war, sich aber erst nach seinem Tod während einer Vakanz des Bischofsstuhls durch die Predigten des Nikolaus Krage 1529 vollkommen durchsetzte.
Er erlag an der heute unbekannten Krankheit Englischer Schweiß.